# 2015年中國國民黨主席補選
2015年中國國民黨主席補選，是原中國國民黨主席馬英九因為2014年九合一選舉大敗後而於2014年12月3日辭任主席所進行的選舉，於2015年1月17日舉行。在此期間，國民黨主席由副主席吳敦義代理。朱立倫以19萬6065票當選黨主席。

## 馬英九辭職與補選的確定
隨著2014年地方選舉國民黨大敗後，原本黨內除宣布秘書長曾永權及行政院長江宜樺請辭獲准外，對於黨主席馬英九的去留並未表態。然而隨著在11月29日投票日當晚副主席郝龍斌宣布請辭後，最後馬英九於11月30日上午召集相關幕僚開會後決定，宣佈將於12月3日的中常會上請辭黨主席。但也傳出是因黨內對其「逼宮」聲浪提高所導致。12月1日中午，另一副主席、同時也是副總統的吳敦義也宣佈請辭副主席。12月2日，馬英九在國民黨中山會報上宣布將於3日中常會辭去黨主席一職，並希望吳敦義及郝龍斌能「勉為其難」繼續留任副主席，最後郝與吳均同意留任。而根據國民黨黨章，主席缺位時由第一副主席代理，並召開臨時全國黨代表大會，於3個月內改選新主席。因此馬英九請辭之後，由吳敦義代理直到改選出新任黨主席為止。另外秘書長一職則由立法院副院長洪秀柱代理。
12月3日下午，在伴隨著《國父紀念歌》中，馬英九於國民黨中常會上宣布辭去黨主席一職。
12月9日，代理黨主席吳敦義首次主持黨內中山會報，會中針對黨主席缺額補選決定在12月12、13日領表，2015年1月17日投票，全案仍須經明日中常會通過。12月10日，國民黨中常會通過黨主席補選作業時程。
12月11日上午，國民黨副主席兼代理秘書長洪秀柱在中央黨部張貼「104年黨主席補選有關事項」公告，並呼籲黨內青壯有志之士能站出來承擔責任。

## 作業時程
| 中國國民黨104年黨主席補選作業時程 | 中國國民黨104年黨主席補選作業時程 |
| 辦理日期                          | 作業項目                          |
| --------------------------------- | --------------------------------- |
| 2014年12月11日                    | 中央黨部發佈公告。                |
| 2014年12月12日至12月13日          | 參選人領表及受理登記。            |
| 2014年12月12日至12月21日          | 參選人連署。                      |
| 2014年12月21日                    | 參選人登記。                      |
| 2014年12月26日                    | 候選人資格審查暨號次抽籤。        |
| 2014年12月29日至12月31日          | 公告選舉人名冊。                  |
| 2015年1月17日                     | 進行黨員投票、開票。              |

## 補選過程

### 黨內動向
早在馬英九表達辭職之後的12月1日，即有前閣員欲發動連署新北市長、同時也是副主席朱立倫選黨主席。同時黨內挺朱派亦表示，吳敦義黨內人緣不佳，接主席的反對聲浪會很大，朱立倫人氣較高，應由朱出任。隨著選舉公告發布，更有國民黨立委廖正井串聯34名藍委發起連署支持朱立倫出來參選，廖正井表示連署的立委都是真心誠意希望朱能出來承擔責任「救救國民黨」。而朱立倫本人則是在12月1日受訪時僅表示「不會逃避我的責任」，而對於此段談話被解讀選黨主席時，朱在3日大動肝火表示近日媒體有關國民黨權鬥的報導，人民對國民黨除了失望甚至會絕望，「大家會覺得說失敗的還不夠啊？還要搞權力、權位之爭」。
代理主席吳敦義則在12月2日表態不參選下任黨主席。同時在當日的《蘋果日報》民調則顯示關於黨主席接任人選，由立法院院長王金平排名第一，37.8%受訪者認為他最適合接任，朱立倫第二，有24.3%認為他最適合。
12月6日，面對外界詢問是否參選國民黨主席的台中市長胡志強表示：「希望比我優秀的人出來選，如果有，我當然不會選！」。但對手是否優秀如何判斷？胡表示自己憑什麼判斷？所以要等一等再說。
12月7日，甫當選台南市議員的前立委李全教表示若沒有合適人選，他願意站出來。12月8日，台北市議員李新召開「自己的國民黨自己救」記者會，正式宣布參選國民黨主席，並要求代理黨主席吳敦義立即召開全國黨代表大會修改黨章第17條「本黨黨員為總統時，自其就任總統之日起即兼任本黨主席，卸任總統時亦同免兼認之」規定，不然就要請總統馬英九退黨，或辭去總統，補選才算有效。他並宣稱參選是為了承擔責任，明確表態，免得國民黨被笑說患隱睪症，空有人才，卻勇氣不足。李全教與李新成為黨內首二位表態參選者。
12月9日上午11點半，具國民黨籍的媒體人周玉蔻於自家門口召開記者會，以「找回國民黨的良心」為名，宣布將參選國民黨主席。然而根據國民黨主席選舉辦法規定，必須是曾經擔任過中評委或中央委員的黨員，才有參選資格，同時還要取得3%、約1萬多份具黨權的黨員連署書才有資格參選。周玉蔻表示，希望明天的國民黨中常會能討論修改黨章事宜。而周玉蔻此舉亦引黨內反彈，批評她只會羞辱、抹黑國民黨。
至於甫在台北市長競選感言上表示「青山常在，綠水長流」，而引起外界猜測可能參選的人選連勝文，則是由好友國民黨中常委李德維表示，連勝文「百分之一千不可能」參選黨主席。
而另一被視為有可能角逐的人選王金平則是在9日上午被詢問參選意願時，表示自己的態度是秉持「不聞、不問、不言」三不原則。更在12月11日針對黨內勸進聲浪表示沒有參選意願。
12月11日下午，郝龍斌在與媒體例行茶敘表示關於國民黨主席補選一事，他相信若有人願意勇於承擔，是好事，若沒有人出來，他願慎重考慮參選黨主席。

### 登記過程及結果
12月12日領表第一天，胡志強決定下午將請人到黨部領表，並表示艱困時刻承擔，扛起振興國民黨的責任，也回應基層的勸進，宣稱「共赴黨難，為黨粉身碎骨，在所不辭！」。然而同日上午，朱立倫即透過臉書宣布將參選國民黨主席，同時宣稱未來四年市長任期會做滿，不會參選2016年總統選舉；他也於同時主張透過修憲公投，以內閣制取代現行的雙首長制。
而在黨中央，則有李新及周玉蔻前往領表。李新因未攜帶新台幣兩百萬元作業費，黨部人員雖然先給他參選表格，但必須補足兩百萬元作業費才能完成領表程序。而周玉蔻則是由於沒當過中央委員等黨職不符資格無法領表。
當日晚上，胡志強表示今早接獲朱立倫電話，表示如果胡志強一定要選，他就不選，最後胡志強決定不參選黨主席。12月13日上午，和朱立倫唯二有資格參選的台北市議員李新亦宣布退選。最後確定僅朱立倫完成領表程序。

## 選舉結果
| 號次 | 姓名   | 得票數    | 當選 |
| ---- | ------ | --------- | ---- |
| 1    | 朱立倫 | 196,065票 |      |

此次補選共有196,830名黨員投票，投票率為56.34%。朱立倫得票率為破記錄的99.61%